# Лазури (Салаж)
Лазури (рум. Lazuri) насеље је у Румунији у округу Салаж у општини Валкау Де Жос. Oпштина се налази на надморској висини од 300 m.

## Становништво
Према подацима из 2002. године у насељу је живело 289 становника, од којих су сви румунске националности.